# Rafael Chagas Machado
Rafael Chagas Machado, meglio noto come Rafinha (Campo Mourão, 1º aprile 1987), è un ex calciatore brasiliano, di ruolo attaccante.

## Carriera

### Club
Ha giocato 10 partite nella massima serie brasiliana.